# Ziarul de Bacău

Prima pagină din 23 octombrie 2008

Ziarul de Bacău este un ziar local din Bacău din România. 
Ziarul de Bacău a apărut la data de 1 iunie 2002, după ce întreaga echipă a cotidianului Monitorul de Bacău a părăsit redacția din cauza neînțelegerilor cu patronatul.
Inițial, formatul ziarului a fost de tip broadsheet, însă din vara anului 2007, s-a trecut la formatul berliner.
Începând din toamna anului 2014, publicația a trecut exclusiv în format online. Aceasta este editată de firma G&P News & Advertising SRL, ce aparține jurnaliștilor Florin Popescu și Gabriel Mihai.  
Ziarul de Bacău a cunoscut o creștere constantă a traficului web, depășind cifra de 13 milioane de vizualizări în 2013.  